# 坎德拉里亚 (南大河州)
坎德拉里亚（葡萄牙語：Candelária）是巴西南部南大河州的一个市镇。总面积943.731平方公里，总人口29444人，人口密度31.2人/平方公里。